# Kendi Sándor
Kendi (avagy Kendy) Sándor (? – 1594. augusztus 30.) erdélyi főúr, fejedelmi tanácsos, a XVI. század második felében az erdélyi politikai élet jelentős szereplője.

## Származása
Az apja Kendi Mihály, az 1558-ban kivégzett Kendi Ferenc erdélyi vajda  és az ugyanekkor kivégzett Kendi (Kendy) Antal testvére. A hiányos forrásmunkák miatt nem tudjuk azt, hogy apjának az első, Szilvásy Zsófiával, avagy esetleg a második, Bánffy Katalinnal kötött házasságából született-e; de valószínűleg az első házasságból, erre talán alappal következtethető abból, hogy az egyik leánya a Zsófia nevet kapta.

## Élete
Bártfán tanult, ahol Leonard Stöckel tanítványa volt. Egyes adatok szerint már 1565-ben az erdélyi kancellárián dolgozott. 1570-ben János Zsigmond fejedelem Miksa királyhoz  küldött követségének a tagja, azonban az uralkodó (aki német-római császár is), két évig az udvarból nem engedte haza. A visszatérése után azonnal a  Báthory István  fejedelemségét támogatók körében találjuk,  bizalmasa is lett a fejedelemnek. A fejedelem érdekében már 1572-ben és később, 1575-ben, fontos követségeket teljesített a Portára.
Báthory István döntése alapján, 1583-tól 1585-ig, Báthory Zsigmond  kiskorúsága idején, az Erdélyt kormányzó hármas tanács tagja, a nagy műveltségű humanistával, Kovacsóczy Farkas kancellárral (aki Kendi egyik veje lett), és Sombory Lászlóval együtt. 1588-ban az erdélyi országgyűlés fejedelmi tanácsossá választotta, de Báthory Zsigmond nem kívánta a kormányzásba bevonni, ezért a közvetlen politizálástól visszavonult.
1594-ben nyíltan ellenezte a törökkel való szembefordulást, és Báthory Zsigmondnak a Habsburgok  oldalára állását, mert azt Erdélyre nézve veszélyesnek tartotta. (A későbbi események igazolták is Kendi előrelátását.) Augusztus 17-én az országgyűlésben ragyogó beszédben kifejtette az álláspontját, de a rendek többsége a törökkel való szakítás mellett döntött. A fejedelem a Habsburg-szövetséget ellenző főurakat, így Kendi Sándort is, elfogatta, és közülük többeket ítélet nélkül kivégeztetett. A kivégzettek között volt Kendi Ferenc, Kendi Sándor öccse, az unokatestvérük, Kendi Gábor (az 1558-ban kivégzett Kendi Antal fia), a fejedelem unokatestvére, Báthory Boldizsár, aki Kendi másik veje volt, és Kovacsóczy Farkas is.

## Családja
Az első felesége Patóchy Klára, a második Almádi Anna volt. A forrásmunkák hiányosságai miatt nem tudjuk azt, hogy gyermekei: Zsuzsanna, akinek Báthory Boldizsár lett az első férje; Krisztina, akinek pedig Kovacsóczy Farkas lett a férje (és e házasság Kovacsóczy Farkasnak  a második házassága); Zsófia; illetve István melyik házasságból születettek.
Kendi István erdélyi kancellár lett, 1610-ben részt vett a  Báthory Gábor  fejedelem elleni, sikertelen összeesküvésben, ezért a  királyi Magyarországra  kellett menekülnie, ott is halt meg, egyes adatok szerint 1628-ban, más adatok szerint 1636-ban. Vele a nevezetes, nagy múltú Kendi család férfiágon kihalt.